# 상하이 국제 모터쇼
상하이 국제 모터쇼(Shanghai International Automobile Industry Exhibition, 上海国际汽车工业展览会)는 1985년부터 2년 단위로 개최되고 있는 자동차 전시회다.
상하이 국제 모터쇼는 제네바 모터쇼, 파리 모터쇼, 프랑크푸르트 국제 모터쇼(IAA) 등과 같이 중요한 국제 자동차 전시회로 간주되고 있으며, 2015년부터는 상하이 국립 전시 컨벤션 센터에서 개최되고 있다.

## 전시회

### 2021년
2021년 전시회는 4월 19일부터 4월 28일까지 열렸다.
- 4월 19일 ~ 20일 - 프레스 데이
- 4월 21일 ~ 28일 - 일반인 공개

###### 전시 차량
| - 현대 아이오닉 5 - 현대 넥쏘 - 현대 밍투 - 현대 밍투 EV - 현대 i20 Coupe WRC - 현대 아반떼 - 현대 쏘나타 - 현대 팰리세이드 - 현대 싼타페 - 현대 투싼 - 현대 ix35 - 기아 EV6 GT - 기아 즈파오 F/L - 기아 카니발 - 기아 K3 - 기아 K5 - 기아 KX5 - 기아 K3 EV | - 제네시스 X - 제네시스 G80 - 제네시스 G80 (전동화 모델) - 제네시스 GV80 - 아우디 A7L - 아우디 Q2L - 아우디 Q5L - 시트로엥 C5 X - 창안 CS55 플러스 - 포드 에보스 - 포드 머스탱 마하-E - 토요타 BZ4X - 폭스바겐 ID.6 - 폭스바겐 파사트 - 울링 홍광 미니 EV - 메르세데스-벤츠 C 클래스 - 메르세데스-벤츠 EQB - 메르세데스-벤츠 EQS |

### 2019년
2019년 전시회는 4월 16일부터 4월 25일까지 열렸다.
- 4월 16일 ~ 17일 - 프레스 데이
- 4월 18일 ~ 25일 - 일반인 공개

###### 전시 차량
| - 현대 ix25 - 현대 쏘나타 - 현대 엔씨노 전기차 - 현대 링동 PHEV - 현대 셩다 - 현대 넥쏘 - 현대 i20 WRC - 현대 i30 N - 현대 벨로스터 - 기아 K3 - 기아 스팅어 - 기아 K5 Pro - 기아 KX5 - 기아 즈파오 - 기아 이파오 - 기아 KX Cross - 기아 Imagine by KIA - 아이온 LX - 아이웨이스 U5 - 아우디 AI:me 컨셉 - 아우디 Q2 L e-트론 - 아우디 Q3 - BMW M850i x드라이브 쿠페 - BMW X1 xDrive25Le (F49) - BMW X3 M 콩쿠르 - BMW X4 M 콩쿠르 - BMW X7 - BMW 비전 iNEXT 컨셉 | - 홍치 E-HS3 - 홍치 H5 FCEV - 홍치 HS7 - 제타 VA3 - 제타 VS5 - 제타 VS7 - 람보르기니 우라칸 에보 - 람보르기니 우루스 - 마세라티 르반떼 GTS - 마세라티 르반떼 트로페오 - 폭스바겐 라비다 - 폭스바겐 폴로 플러스 - 폭스바겐 I.D. 룸즈 컨셉 - 폭스바겐 SMV 컨셉 - 폭스바겐 SUV 쿠페 컨셉 - 폭스바겐 테라몬트 X - 메르세데스-AMG A35 L 세단 - 메르세데스-AMG E53 쿠페 4Matic - 메르세데스-AMG GT50 4도어 쿠페 - 메르세데스-벤츠 EQC - 메르세데스-벤츠 GLB - 메르세데스-벤츠 GLE - 뷰익 앙코르 - 뷰익 앙코르 GX - 뷰익 GL8 아베니르 컨셉 - 뷰익 라크로스 - 뷰익 벨라이트 6 EV |

### 2017년
2017년 전시회는 4월 19일부터 4월 28일까지 열렸다.
- 4월 19일 ~ 20일 - 프레스&VIP 프리뷰
- 4월 21일 ~ 23일 - 무역 방문자 프리뷰

- 4월 24일 ~ 28일 - 일반인 공개

###### 전시 차량
| - 현대 ix35 - 현대 쏘나타 - 기아 K3 - 기아 K4 - 기아 K5 - 기아 K5 하이브리드 - 기아 리오 - 기아 페가스 - 기아 K2 크로스 - 기아 KX3 - 기아 KX5 - 기아 KX7 - 기아 니로 - 아우디 RS3 LMS - 아우디 RS5 쿠페 - 아우디 R8 LMS | - 아우디 E-트론 스포츠백 컨셉 - 메르세데스-벤츠 컨셉 A 세단 - 메르세데스-벤츠 GLA 260 스포츠 - 메르세데스-AMG S63 - 메르세데스-벤츠 S 클래스 - 메르세데스-마이바흐 S680 - BMW 5 시리즈 LWB - BMW M4 CS - BMW X2 컨셉 - 아큐라 TLX-L - 미니 컨트리맨 JCW - 폭스바겐 피데온 PHEV - 폭스바겐 I.D. 크로즈 컨셉 - 폭스바겐 C-트렉 - 슈코다 비전 E 컨셉 - 토요타 펀 세단 컨셉 |

## 같이 보기
- 모터쇼
- 서울 모터쇼
- 부산 국제 모터쇼
- 도쿄 모터쇼(TMS)
- 북미 국제 오토쇼(디트로이트)
- 제네바 모터쇼
- 파리 모터쇼
- 프랑크푸르트 국제 모터쇼(IAA)